# Душан Богдановић (музичар)
Душан Богдановић (Београд, 1955) композитор и гитариста је класичне музике.

## Биографија
Музика Душана Богдановића је јединствена комбинација класичне музике, џеза и музичког фолклора (музике света). Описан као "мајсторски композитор са аутентичном и јасном визијом" (Гитар Ривју, Њујорк, 2002), Душан Богдановић је развио личну синтезу савремене класичне, џез и етно музике. Његови радови броје преко сто и педесет објављених композиција, укључујући разне поруџбине за соло гитару, камерне ансамбле, оркестарске и мултимедијалне групе, као и више од двадесет компактних дискова. На почетку своје каријере добио је прву награду на такмичењу Музичке Омладине у Београду и једину прву награду на Међународном такмичењу у Женеви 1975-е године. Богдановић је дао веома цењен дебитантски наступ у Карнеги Холу 1977-е године.
Душанове главне поруџбине укључују микс медијски балет "Врана" на текст Теда Хјуза и у сарадњи са вајарем Стивеном Фридманом, коју је наручила и премијерно извела Пацифичка плесна компанија у Позоришном Центру у Лос Анђелесу; концерт за гитару и оркестар "Калеидоскоп", коју је премијерно извео Вилиам Каненгајзер у Монтреалу; "Игре", на текст Васка Попе за камерну групу, посвећена Давиду Таненбауму у сарадњи са БлуПринт фестивалом у Сан Франциску; "Севдалинка", за Њуман-Олтман дуо и Туртл Ајланд гудачки квартет, премијерно изведена у Меркин Холу у Њујорку; "Шест Ричеркара на тему Ф. К. да Милана", написан за Лос Анђелес Гитар Квартет; "6 Балканских Багатела" за гитару и гудачки квинтет, које је премијерно извео Зоран Дукић на фестивалу у Севиљи као и многим другим. Богдановићева композиција "Контемплација на тајне Херувиме" за вокални октет и ансамбл ране музике је била изведен у јуну 2018. године у Ахену у Немачкој.
Теоретски рад Душана Богдановића укључује "Полиритмичке и полиметријске студије", "Контрапункт за гитару" коју је издао Бербен у Италији, као и књигу "Екс Ово", збирку есеја за композиторе и импровизаторе, објављену у издању Доберман, Канада. Његов најновији рад, "Традиција и синтеза", заснован на теорији вишеструких модернизама, је штампао исти издавач 2018-е године. Након што је основао Одсек за гитару у Музичкој Академији у Београду и предавао 17 година на Конзерваторијуму у Сан Франциску, Богдановић тренутно предаје програм за композиторе и извођаче на Високој Школи Женеве у Швајцарској. Богдановић је такође организовао „Мултимод фестивал“ на истој институцији у сарадњи са Фондацијом Ага Кан и Калифорнијским Институтом Уметности 2016-е године.